# ماما (فیلم ۲۰۱۳)
ماما (به انگلیسی: Mama) فیلمی کانادایی در ژانر فراطبیعی ترسناک به کارگردانی و نویسندگی اندی موسکیتی است که براساس یک فیلم کوتاه آرژانتینی با عنوان «Mamá» در سال ۲۰۰۸، اثر موسکیتی ساخته شده‌است. از بازیگران آن می‌توان به جسیکا چستین، نیکلای کاستر والدو، مگان کارپنتی‌یر، دانیل کش، و خاویر بوتت اشاره کرد. فیلمبرداری ماما از اکتبر ۲۰۱۱ در شهرهای همیلتون و تورنتو انجام گرفت و در نهایت توسط یونیورسال استودیوز در تاریخ ۱۸ ژانویه ۲۰۱۳ در ایالات متحده اکران شد.
اندی موسکیتی برای طراحی شخصیت خیالی «ماما» از روی یکی از نقاشی‌های مودیلیانی الهام گرفته‌است. فیلم در فروش گیشه موفق بود و ۱۴۸ میلیون دلار در سراسر جهان فروش کرد در حالی که ۱۵ میلیون دلار بودجه ساخت آن بوده‌است.

## داستان
جفری (پدر خانواده) پس از اینکه ثروتش را در بحران مالی ۲۰۰۸–۲۰۰۷ از دست داد به مرز جنون می‌رسد و کارکنان، شریک‌ها و همسرش را به قتل می‌رساند و دو دختر کوچکش (ویکتوریا ۳ ساله و لیلی ۱ ساله) را به جنگل می‌برد تا آن‌ها را هم به قتل برساند. آن‌ها وارد یک خانه جنگلی می‌شوند و جفری می‌خواهد دخترش را بکشد که اتفاقی نامعلوم از این واقعه جلوگیری می‌کند.